# みらい・ありいな
『みらい・ありいな』は、2004年から2006年度にかけて放送されていたNHK広島放送局の深夜バラエティ番組。
2002年から放送されていた『JAKE CLUB』（じゃけぇくらぶ）の流れを汲んでいる。2004年度には広島のスタジオに有名人ゲストを招くトーク番組だったが、2005年度からロケ撮影による実験番組になっていた。放送時間は不定。

## 放送エピソード
- 「みらい・ありいな Vol.1 映画監督 庵野秀明」（2004年6月放送）
- 「みらい・ありいな Vol.2 ムッシュかまやつ」（2004年10月放送）
- 「みらい・ありいな on キャンパス」（2004年11月放送）
- 「みらい・ありいな みらい芸人ミュージアム」（2004年12月放送）
- 「みらい・ありいな パパイヤ鈴木」（2005年3月放送）
- 「みらい・ありいな 歌え！モボモガ」（2005年5月放送）
- 「みらい・ありいな ワタシノハチロク」（2005年8月放送）
- 「みらい・ありいな 趣味の祭典」（2006年2月放送）
- 「みらい・ありいな 2020」（2006年5月放送）
- 「みらい・ありいな USA」（2006年7月放送）
- 「みらい・ありいな TV」（2006年12月放送）

## 歴代キャスター
- ヴェートーベン（お笑いコンビ）、江崎史恵（NHKアナウンサー、2004年4月 - 2005年3月）
- 堀江清市（NHKアナウンサー、2005年5月 - 2006年5月、「ワタシノハチロク」を除く）